# Аголи, Анси
А́нси Аго́лли (алб. Ansi Agolli; род. 11 октября 1982, Тирана) — албанский футболист, защитник. Выступал за сборную Албании.

## Биография

### Клубная карьера
Воспитанник футбольного клуба «Тирана». Профессиональную карьеру начал в 1999 году, играя на правах аренды в клубе «Эльбасани». На протяжении сезона 2002/03 выступал за клуб «Аполония» из города Фиери на правах аренды. После возвращения в «Тирану», стал основным игроком. Вместе с командой дважды становился чемпионом Албании в сезонах 2003/04 и 2004/05. С 2005 года по 2007 год выступал в чемпионате Швейцарии сначала за «Ксамакс», а после за «Люцерн». Летом 2007 года перешёл в финский ВПС. Сезон 2008/09 провёл в аренде на родине в клубе «Тирана».
Летом 2009 года перешёл в криворожский «Кривбасс». В Премьер-лиге Украины дебютировал 18 июля 2009 года в матче против донецкого «Шахтёра» (3:0).

### Карьера в сборной
В национальной сборной Албании дебютировал 3 сентября 2005 года в матче квалификационного раунда чемпионата мира 2006 в Германии против Казахстана (2:1), Аголи вышел на 46 минуте вместо Алтына Хаджи. Тогда в отборочной группе Албания заняла 5 место уступив Греции, Дании, Турции и Украине и опередив Грузию и Казахстан.

## Достижения
- Чемпион Албании (3): 2003/04, 2004/05, 2008/09.
- Чемпион Азербайджана (5): 2013/14, 2014/15, 2015/16, 2016/17, 2017/18
- Обладатель Кубка Азербайджана (3): 2014/15, 2015/16, 2016/17